# آنه‌ماری هاینریش
آنه‌ماری هاینریش (آلمانی: Annemarie Heinrich; ۹ ژانویهٔ ۱۹۱۲ – ۲۲ سپتامبر ۲۰۰۵) یک عکاس آلمانی‌الاصل مشهور اهل آرژانتین بود.
تخصص آنه‌ماری در زمینهٔ عکس‌های «پرتره» و «برهنه» بود و او، از ستارگان سینمای بسیاری در آمریکای جنوبی همچون کارمن میراندا، ایسابل سارلی، میرتا لگراند، زولی موره‌نو، آرماندو بو و همچنین چهره‌های فرهنگی نظیر خورخه لوئیس بورخس، پابلو نرودا و اوا پرون عکاسی نموده‌است.
وی یکی از مهمترین عکاسان کشور آرژانتین محسوب می‌شود. در سال ۲۰۱۶ میلادی نمایشگاهی از آثار او در شهر نیویورک برگزار شد. او همچنین از منظره‌ها، منظره شهرها، حیوانات و… عکس می‌گرفت.

## نگارخانه

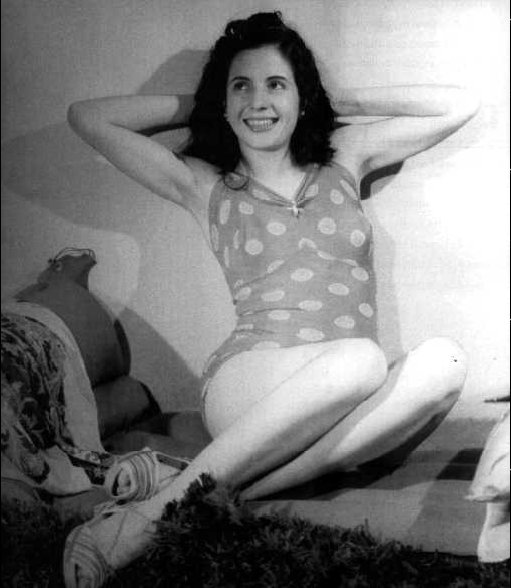
اوا پرون، ۱۹۳۹
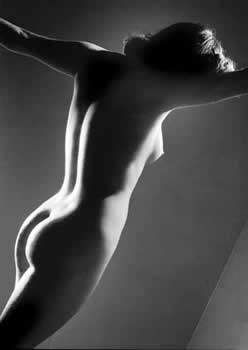
پالوما، ۱۹۴۵
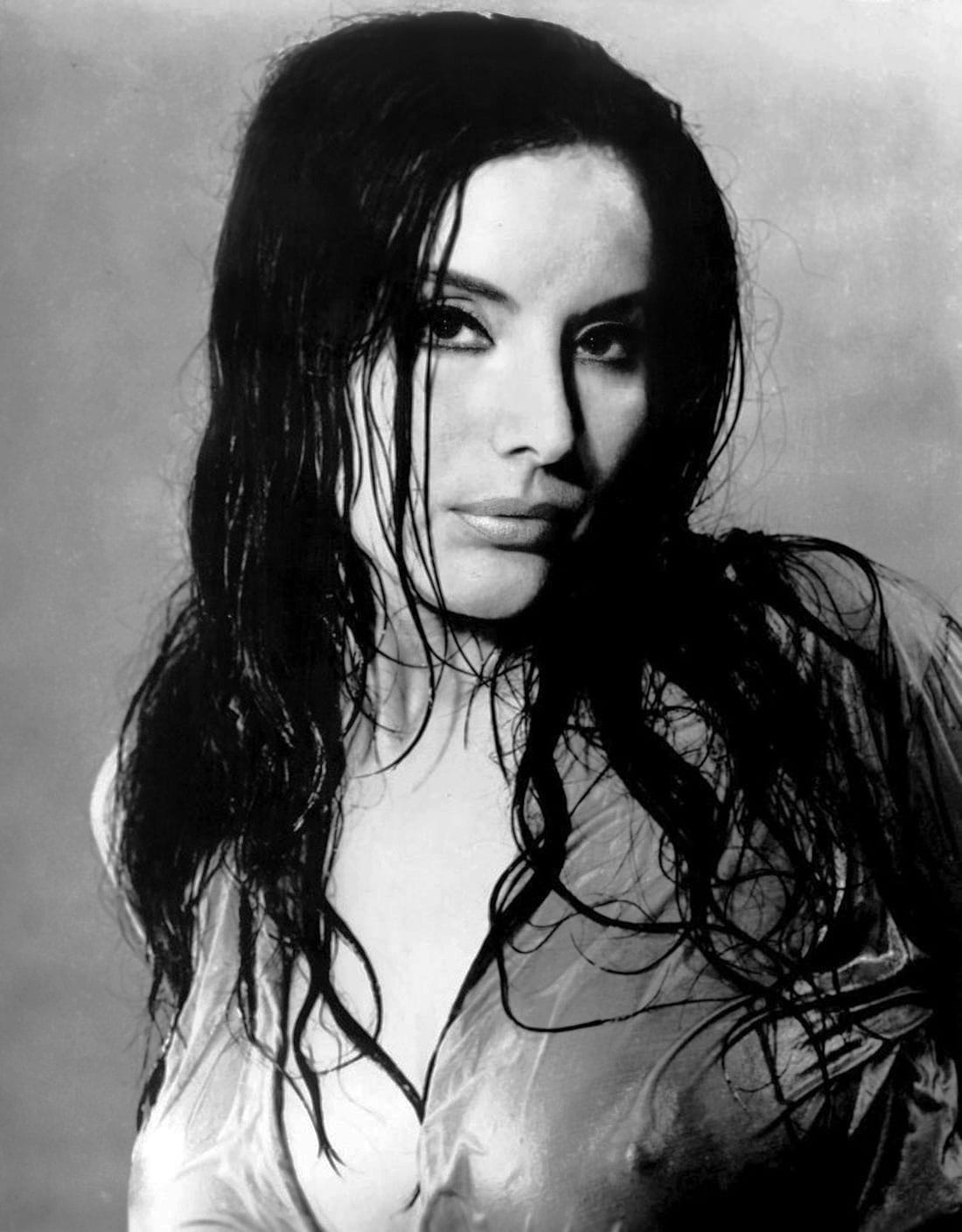
ایسابل سارلی، ۱۹۶۱
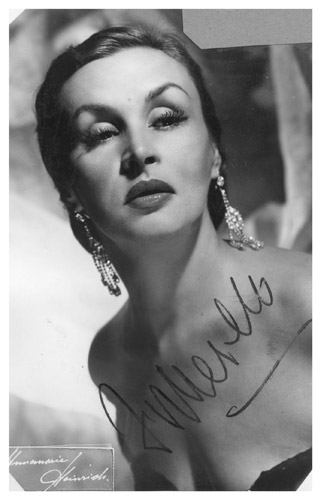
تیتا مِرِیو
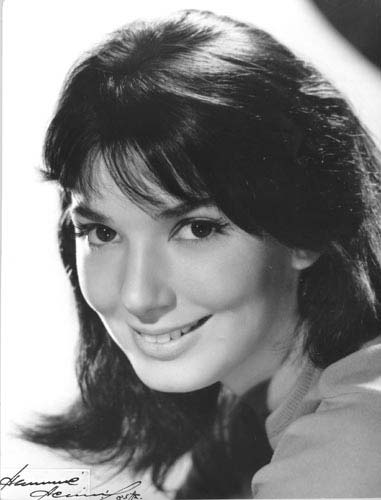
گراسی‌یلا بورخس
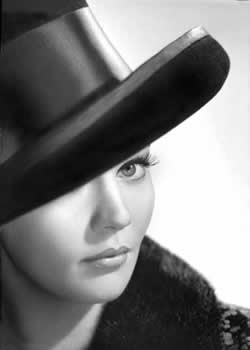
پینکی، ۱۹۶۴
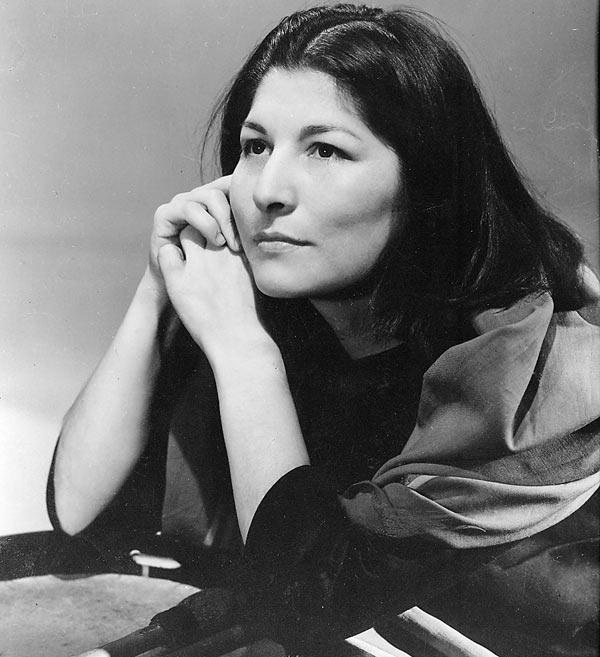
مرسدس سوسا